# Conrado de Ivrea
Conrado de Ivrea († 1001) fue marqués de Ivrea entre 965 y 990 y Duque de Spoleto y Camerino (996-1001). Era el tercer hijo de Berengario II de Italia y Willa de Arlés.

## Biografía
Puede ser que su padre Berengario le nombrara conde de Ventimiglia, y así permaneció hasta la muerte de su hermano Guido. De acuerdo con la Gesta Mediolanensium, al contrario que su padre y hermanos, Conrado prometió al emperador Otón I una paz duradera y por este motivo en 957 recibió el condado de Milán, seguramente de manos de Liudolfo de Suabia, hijo de Otón I enviado por este para contener los abusos de Berengario.
Pero en 961 Conrado se unió a sus hermanos y su padre y perdió Milán, que fue entregado al conde Oberto. En 965 Otón le nombró marqués de Ivrea por haber abandonado en el último momento a su hermano Adalberto, aunque para entonces la marca ya estaba muy menguada.
Algo antes del 987, Conrado se casó con Richilda, hija del conde Arduino el Calvo, confirmando así su alianza con el vecino marqués de Turín. Fue depuesto en 990 por Arduino de Ivrea. Con la muerte de Conrado los derechos sobre Ivrea pasaron a los marqueses de Turín.